# Papyrus 59
Papyrus 59 (in de nummering van Gregory-Aland), of {\displaystyle {\mathfrak {P}}}59, is een handschrift op papyrus van het Evangelie volgens Johannes. Op grond van schrifttype wordt het gedateerd in de 7e eeuw.
Papyrus 59 geeft de tekst van Johannes 1:26; 1:28; 1:48; 1:51; 2:15-16; 11:40-52; 12:25; 12:29; 12:31; 12:35; 17:24-26; 18:1-2; 18:16-17; 18:22; 21:7; 21:.12-13; 21:15;21:17-20; 21:23.
De Griekse tekst van deze codex is een mengsel van tekstfamilies. Aland plaatst het in Categorie III.
Het handschrift wordt bewaard in The Morgan Library & Museum (P. Colt 3) in New York.